# فيكتور رايلي
فيكتور رايلي (بالإنجليزية: Victor Riley)‏ هو لاعب كرة قدم أمريكية أمريكي، ولد في 4 نوفمبر 1974 في سوانزي في الولايات المتحدة.

## وصلات خارجية
- فيكتور رايلي على موقع مرجع كرة القدم المحترفة.كوم (الإنجليزية)